# یواس‌اس کلییرفیلد (ای‌پی‌ای-۱۴۲)
یواس‌اس کلییرفیلد (ای‌پی‌ای-۱۴۲) (به انگلیسی: USS Clearfield (APA-142)) یک کشتی بود که طول آن ۴۵۵ فوت (۱۳۹ متر) بود. این کشتی در سال ۱۹۴۴ ساخته شد.